# Атанас Зехиров
Атанас Цанков Зехиров е български футболист, полузащитник. Роден е на 13 февруари 1989 г. в село Кочан, състезател на  ПФК Спартак (Варна).

## Кариера
Започва кариерата си в юношеските формации на ЦСКА София. От 17 май 2008 г. е играч на ЦСКА София. Между 2006 и 2008 г. играе в юношеския национален отбор на България до 19 г. Дебютира в А ПФГ на 2 май 2009 г. в срещата Черноморец-ЦСКА 0-1. Първия си гол вкарва в мач срещу Локомотив Мездра на 13 юни 2009 година. През ноември 2011 година подписва договор за трансфер в норвежкия Волеренга Фотбал.